# مور پای
مور پای (انگلیسی: Mour Paye؛ زادهٔ ۲۵ مهٔ ۱۹۹۴) بازیکن فوتبال اهل فرانسه است.
از باشگاه‌هایی که در آن بازی کرده‌است می‌توان به باشگاه فوتبال تروا اشاره کرد.